# الرابية
الرابية ، منطقة من مناطق محافظة الفروانية في الكويت. والرابية تعني ما ارتفع من الأرض. وسميت بهذا الاسم لأنها تقع في مكان مرتفع كالتل، وقد كان اسمها في السابق المنطقة الزراعية نسبة إلى الهيئة العامة لشؤون الزراعة والثروة السمكية.